# Liste der Bodendenkmale im Landkreis Verden

Landkreis Verden in Niedersachsen

In der Liste der Bodendenkmale im Landkreis Verden sind die Bodendenkmale im Landkreis Verden aufgelistet. Die Quelle ist der Denkmalatlas Niedersachsen. Die Angaben in den einzelnen Listen ersetzen nicht die rechtsverbindliche Auskunft der zuständigen Denkmalschutzbehörde.

## Übersicht
| Bild | Gemeinde                   | Bodendenkmalliste                                   | Wappen | Lage | Ortsteile |
| ---- | -------------------------- | --------------------------------------------------- | ------ | ---- | --- |
|      | Achim (Landkreis Verden)   | siehe Ortsteile                                     |        |      | - Achim - Baden - Bierden - Bollen - Uesen |
|      | Blender (Landkreis Verden) | siehe Ortsteile                                     |        |      | - Adolfshausen - Amedorf - Einste - Gahlstorf - Hiddestorf - Holtum-Marsch - Intschede - Oiste - Ritzenbergen - Reer - Seestedt - Varste - Winkel                                                                      |
|      | Dörverden                  | siehe Ortsteile                                     |        |      | - Ahnebergen - Barme - Barnstedt - Diensthop - Dörverden - Hülsen - Stedebergen - Stedorf - Wahnebergen - Westen |
|      | Emtinghausen               | siehe Ortsteile                                     |        |      | - Bahlum - Emtinghausen |
|      | Kirchlinteln               | siehe Ortsteile                                     |        |      | - Armsen - Bendingbostel - Brunsbrock - Heins - Hohenaverbergen - Holtum-Geest - Kirchlinteln - Kreepen - Kükenmoor - Luttum - Neddenaverbergen - Otersen - Schafwinkel - Sehlingen - Stemmen - Weitzmühlen - Wittlohe |
|      | Langwedel (Weser)          | siehe Ortsteile                                     |        |      | - Cluvenhagen - Daverden - Etelsen - Haberloh - Hagen-Grinden - Holtebüttel - Langwedel - Völkersen |
|      | Ottersberg                 | siehe Ortsteile                                     |        |      | - Narthauen - Ottersberg - Otterstedt - Posthausen - Quelkhorn |
|      | Oyten                      | siehe Ortsteile                                     |        |      | - Bassen - Bockhorst - Meyerdamm - Oyten-Nord - Oyten-Süd - Oyterdamm - Sagehorn - Schaphusen |
|      | Riede (Landkreis Verden)   | Liste der Bodendenkmale in Riede (Landkreis Verden) |        |      | |
|      | Thedinghausen              | siehe Ortsteile                                     |        |      | - Ahsen-Oetzen - Beppen - Dibbersen-Donnerstedt - Eissel bei Thedinghausen - Holtorf-Lunsen - Horstedt - Morsum - Thedinghausen - Werder - Wulmstorf                                                                   |
|      | Verden (Aller)             | siehe Ortsteile                                     |        |      | - Borstel - Dauelsen - Döhlbergen - Eitze - Groß Hutbergen - Hönisch - Klein Hutbergen - Scharnhorst - Verden - Walle                                                                                                  |

Ortsteile in schwarzer Schrift weisen keine Bodendenkmale aus.